# Steinfeld (Baviera)
Steinfeld è un comune tedesco di 2 308 abitanti, situato nel circondario del Meno-Spessart nel distretto della Bassa Franconia nel land della Baviera.